# Lamprodila rutilans
Lamprodila rutilans är en skalbaggsart som först beskrevs av Fabricius 1777.  Lamprodila rutilans ingår i släktet Lamprodila, och familjen praktbaggar. Arten har ej påträffats i Sverige.

## Bildgalleri

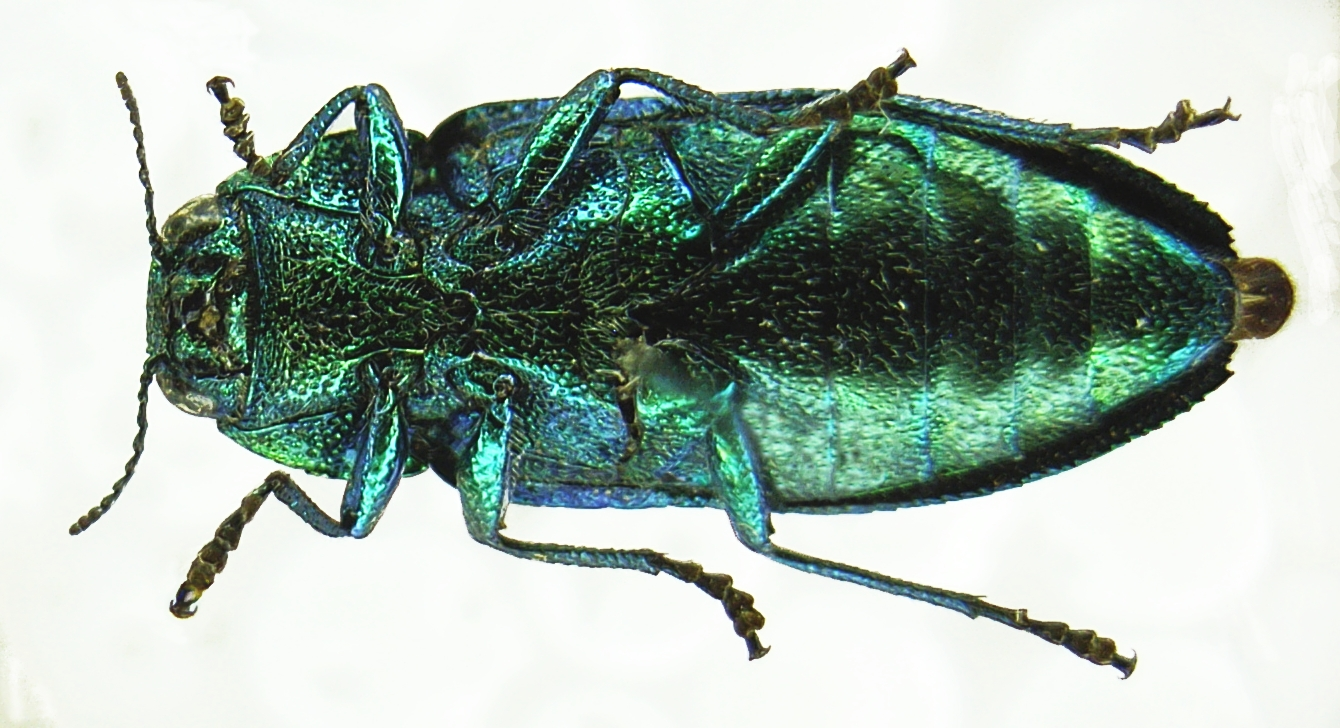
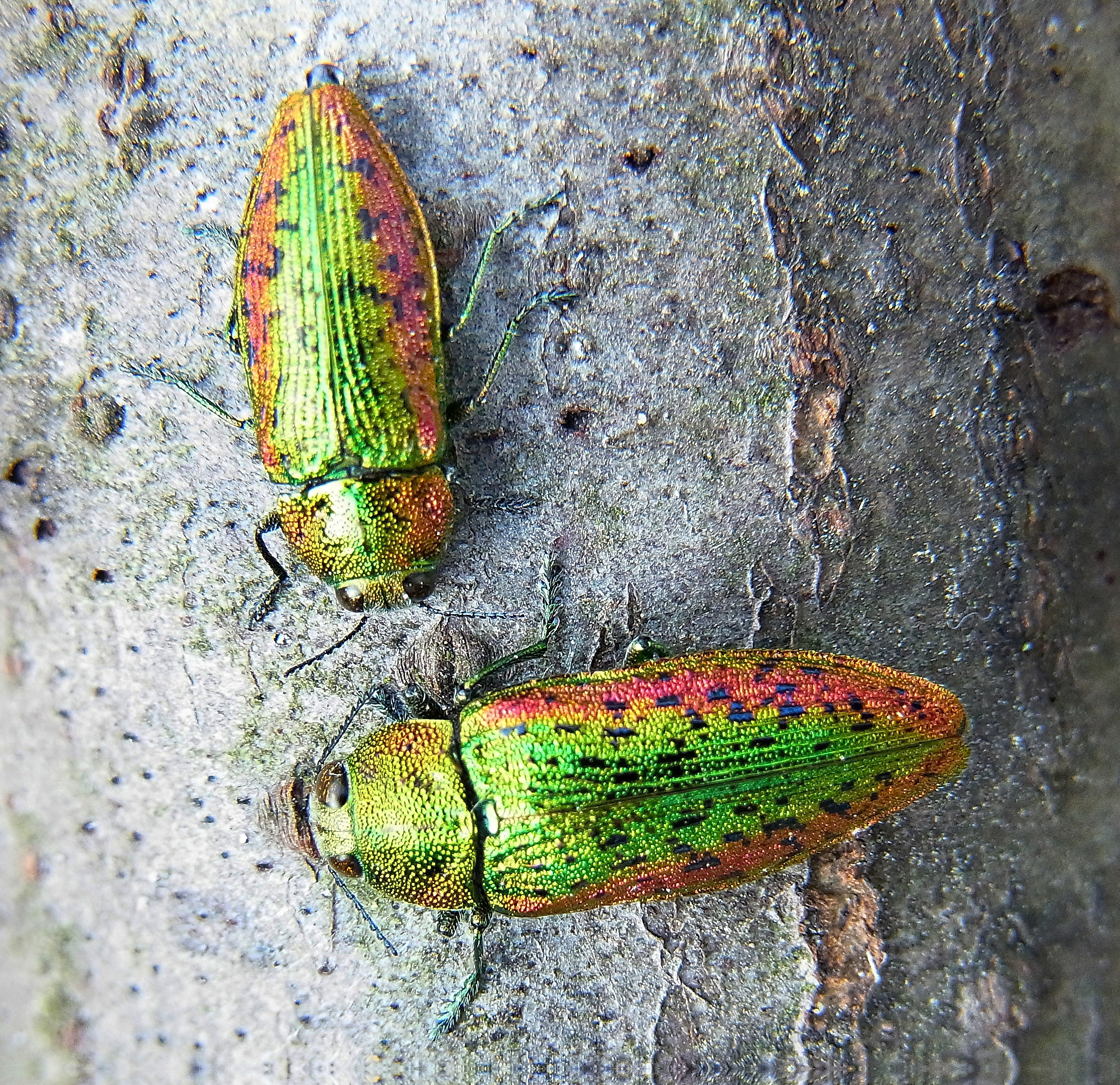